# Tutankham
Tutankham est un jeu d'arcade développé par Konami et publié en 1982, puis porté sur plusieurs consoles de jeux et ordinateurs personnels par Parker Brothers. Le titre vient du nom du pharaon Toutânkhamon, célèbre pour les richesses cachées dans sa sépulture et sa légendaire malédiction.
Le joueur incarne un aventurier chasseur de trésors évoluant dans le labyrinthe du tombeau d'un pharaon, poursuivi par des serpents, des chauves-souris, et autres dangers mortels.

## Héritage
Le 24 mars 2010, Tutankham fait partie des jeux disponibles au lancement du service Game Room (en) de Microsoft, accessible sur Xbox 360 et PC.